# Lista țărilor în funcție de punctul extrem de latitudine nordică
Lista țărilor în funcție de punctul extrem de latitudine nordică este o listă a țărilor și teritoriilor lumii în funcție de punctul extrem de latitudine nordică. Lista include state suverane și teritorii dependente bazate pe standardul ISO 3166-1 al Organizației Internaționale de Standardizare. Teritoriile neautonome sunt marcate cu caractere italice. Sortarea este în ordine descrescătoare a valorilor latitudinii.
În cazul în care o țară include o zonă continentală și una sau mai multe insule, este menționat atât punctul extrem al teritoriului național cât și punctul extrem al zonei continentale, excluzând zonele insulare. În cazul zonelor aflate în dispute teritoriale între două sau mai multe state, este considerat statul care administrează de facto zona în cauză.
| Țară/Teritoriu                                            | Punct extrem | Latitudine      |
|                                                           | |                 |
| --------------------------------------------------------- | --- | --------------- |
| Groenlanda (Danemarca)                                    | Insula Kaffeklubben Capul Morris Jesup                                                                           | 83°40′N 83°39′N |
| Canada                                                    | Capul Columbia, Insula Ellesmere, Nunavut Promontoriul Murchison                                                 | 83°06′N 72°00′N |
| Rusia                                                     | Capul Fligely, Insula Rudolf, Arhipelagul Franz Josef, Regiunea Arhanghelsk Capul Celiuskin, Ținutul Krasnoiarsk | 81°51′N 77°43′N |
| Svalbard (Norvegia)                                       | Rossøya, Sjuøyane                                                                                                | 80°49′N         |
| Statele Unite                                             | Point Barrow, Alaska Northwest Angle, Minnesota                                                                  | 71°23′N 49°23′N |
| Jan Mayen (Norvegia)                                      | Nordkapp | 71°09′N         |
| Norvegia                                                  | Knivskjellodden, Magerøya, Finnmark Kinnarodden, Lebesby, Finnmark                                               | 71°11′N 71°08′N |
| Finlanda                                                  | Nuorgam, Utsjoki, Laponia                                                                                        | 70°05′N         |
| Suedia                                                    | Treriksröset, Kiruna, Comitatul Norrbotten, Laponia                                                              | 69°04′N         |
| Islanda                                                   | Kolbeinsey, Eyjafjarðarsýsla Peninsula Rifstangi                                                                 | 67°08′N 66°32′N |
| Cercul Arctic                                             | Cercul Arctic | 66°33′39″N      |
| Insulele Feroe (Danemarca)                                | Viðareiði | 62°23′N         |
| Regatul Unit                                              | Out Stack, Shetland Dunnet Head                                                                                  | 60°51′N 58°40′N |
| Insulele Åland (Finlanda)                                 | Brändö | 60°40′N         |
| Estonia                                                   | Insula Vaindloo, Vainupea, Haljala vald Purekkari neem, Pärispea, Kuusalu                                        | 59°48′N 59°40′N |
| Letonia                                                   | Ipiķu pagasts | 58°05′N         |
| Danemarca                                                 | Grenen, Skagen, Regiunea Nordjylland                                                                             | 57°45′N         |
| Lituania                                                  | Aspariškiai | 56°27′N         |
| Belarus                                                   | Proški, Verhnedvinski raion, Regiunea Vițebsk                                                                    | 56°08′N         |
| Kazahstan                                                 | Granița cu Rusia                                                                                                 | 55°43′N         |
| Irlanda                                                   | Inishtrahull, Comitatul Donegal Malin Head                                                                       | 55°26′N 55°23′N |
| Germania                                                  | List, Sylt, Schleswig-Holstein Rodenäs                                                                           | 55°03′N 54°54′N |
| Polonia                                                   | Jastrzębia Góra, Voievodatul Pomerania                                                                           | 54°50′N         |
| China                                                     | Mòhé, Heilongjiang                                                                                               | 53°34′N         |
| Țările de Jos                                             | Rottumerplaat, Groningen Eemshaven                                                                               | 53°32′N 53°27′N |
| Ucraina                                                   | Hremeaci | 52°22′N         |
| Mongolia                                                  | Granița cu Rusia                                                                                                 | 52°09′N         |
| Belgia                                                    | Meersel-Dreef, Anvers                                                                                            | 51°30′N         |
| Franța                                                    | Bray-Dunes, Departamentul Nord                                                                                   | 51°05′N         |
| Cehia                                                     | Severní, Regiunea Ústí nad Labem                                                                                 | 51°02′N         |
| Luxemburg                                                 | Gouvy | 50°11′N         |
| Slovacia                                                  | Beskydok, Regiunea Žilina                                                                                        | 49°36′N         |
| Austria                                                   | Neumühlbach, Austria Inferioară                                                                                  | 49°01′N         |
| Ungaria                                                   | Granița cu Slovacia, lângă Nagy-Milic                                                                            | 48°35′N         |
| Moldova                                                   | Naslavcea | 48°28′N         |
| România                                                   | Horodiștea, Păltiniș, Județul Botoșani                                                                           | 48°15′N         |
| Elveția                                                   | Bargen, Cantonul Schaffhausen                                                                                    | 47°48′N         |
| Liechtenstein                                             | Ruggell | 47°14′N         |
| Saint Pierre și Miquelon (Franța)                         | Miquelon-Langlade, Insula Miquelon                                                                               | 47°06′N         |
| Italia                                                    | Testa Gemella Occidentale, Provincia Autonomă Bolzano                                                            | 47°05′N         |
| Slovenia                                                  | Budinci | 46°52′N         |
| Croația                                                   | Žabnik, Sveti Martin na Muri, Cantonul Međimurje                                                                 | 46°33′N         |
| Serbia                                                    | Hajdukovo, Districtul Bačka de Nord                                                                              | 46°11′N         |
| Uzbekistan                                                | Granița cu Kazahstan                                                                                             | 45°36′N         |
| Japonia                                                   | Capul Kamoiwakka, Insulele Kurile Benten-jima (Wakkanai), Insula Hokkaidō                                        | 45°33′N 45°31′N |
| Bosnia și Herțegovina                                     | Gradina Donja, Republika Srpska                                                                                  | 45°16′N         |
| Bulgaria                                                  | Râul Timoc, Regiunea Vidin                                                                                       | 44°13′N         |
| San Marino                                                | Falciano, Serravalle                                                                                             | 43°59′N         |
| Spania                                                    | Punta de Estaca de Bares, Provincia A Coruña, Galicia                                                            | 43°47′N         |
| Monaco                                                    | Avenue Varavilla                                                                                                 | 43°45′N         |
| Georgia                                                   | Jumătatea de sud a satului Aibga                                                                                 | 43°35′N         |
| Muntenegru                                                | Mocevici, Pljevlja                                                                                               | 43°32′N         |
| Kârgâzstan                                                | Granița cu Kazahstan                                                                                             | 43°16′N         |
| Kosovo                                                    | Bellobërda (Бело Брдо)                                                                                           | 43°14′N         |
| Coreea de Nord                                            | P'ungsŏ-ri, Onsong, Provincia Hamgyong de Nord                                                                   | 43°00′N         |
| Turkmenistan                                              | Nordul Arychagyl, Provincia Dașoguz                                                                              | 42°50′N         |
| Andorra                                                   | Pic du Port | 42°39′N         |
| Albania                                                   | Nordul regiunii Shkodër                                                                                          | 42°30′N         |
| Macedonia de Nord                                         | Boskovci, Kriva Palanka                                                                                          | 42°21′N         |
| Portugalia                                                | Cevide, Cristoval, Melgaço, Districtul Viana do Castelo                                                          | 42°07′N         |
| Turcia                                                    | İnceburun, Provincia Sinop                                                                                       | 42°06′N         |
| Vatican                                                   | Intersecția Viale Vaticano și Via Leone IV                                                                       | 41°54′N         |
| Azerbaidjan                                               | Granița cu Georgia                                                                                               | 41°53′N         |
| Grecia                                                    | Ormenio, Prefectura Evros                                                                                        | 41°43′N         |
| Armenia                                                   | Mamai, Provincia Tavush                                                                                          | 41°17′N         |
| Tadjikistan                                               | Nordul Punuk, Nohiya-i Asht, Provincia Sughd                                                                     | 41°02′N         |
| Iran                                                      | Nordul Qush, Provincia Azerbaidjanul de Vest                                                                     | 39°47′N         |
| Coreea de Sud                                             | Nordul Daegang-ri, Goseong, Provincia Gangwon                                                                    | 38°36′N         |
| Afganistan                                                | Granița cu Tadjikistan, lângă Qal'ai Khumb                                                                       | 38°22′N         |
| Tunisia                                                   | Insulele Jalita, Guvernoratul Bizerte Ras ben Sakka, Guvernoratul Bizerte                                        | 37°31′N 37°21′N |
| Irak                                                      | Nordul Zakho, Provincia Dahuk                                                                                    | 37°23′N         |
| Siria                                                     | Râul Tigru, lângă Cizre                                                                                          | 37°19′N         |
| Pakistan                                                  | Pasul Kilik, Regiunea Gilgit-Baltistan, Cașmir                                                                   | 37°08′N         |
| Algeria                                                   | Cap Bougaroûn, Provincia Skikda                                                                                  | 37°05′N         |
| Gibraltar (Regatul Unit)                                  | Granița cu Spania                                                                                                | 36°09′N         |
| Malta                                                     | Xwieni Bay, Marsalforn, Żebbuġ, Insula Gozo                                                                      | 36°05′N         |
| Maroc                                                     | Cape Spartel, Regiunea Tangier-Tetouan-Al Hoceima                                                                | 35°55′N         |
| Cipru                                                     | Capul Sfântul Andrei, Peninsula Karpas                                                                           | 35°42′N         |
| India                                                     | Pasul Kilik, Jammu și Cașmir (zonă disputată) Indira Col, Ladakh                                                 | 37°06′N 35°40′N |
| Liban                                                     | Chadra, Districtul Akkar                                                                                         | 34°43′N         |
| Iordania                                                  | Frontiera triplă cu Siria și Irak                                                                                | 33°22′N         |
| Israel                                                    | 10 km nord de Kiriat Șmona, Muntele Hermon                                                                       | 33°17′N         |
| Libia                                                     | Ras Ajdir, Districtul An Nuqat al Khams                                                                          | 33°10′N         |
| Mexic                                                     | Los Algodones, Municipalitatea Mexicali, Baja California                                                         | 32°43′N         |
| Palestina                                                 | Zububa, Guvernoratul Jenin                                                                                       | 32°32′N         |
| Bermuda (Regatul Unit)                                    | Fort St. Catherine, St. George's Island                                                                          | 32°34′N         |
| Arabia Saudită                                            | Jabal Anaiza, Al Hudud ash Shamaliyah                                                                            | 32°14′N         |
| Egipt                                                     | Sidi Barrani, Guvernoratul Matruh                                                                                | 31°36′N         |
| Nepal                                                     | Pasul Lapche, Provincia Karnali                                                                                  | 30°26′N         |
| Kuweit                                                    | Granița cu Irak                                                                                                  | 30°06′N         |
| Myanmar                                                   | Fluviul Irrawaddy, Statul Kachin                                                                                 | 28°32′N         |
| Bhutan                                                    | Lunana, Districtul Gasa                                                                                          | 28°20′N         |
| Sahara Occidentală                                        | Granița cu Maroc                                                                                                 | 27°40′N         |
| Mauritania                                                | Nordul Regiunii Tiris Zemmour                                                                                    | 27°19′N         |
| Bahamas                                                   | Walker's Cay, Insulele Abaco                                                                                     | 27°16′N         |
| Bangladesh                                                | Tetulia, Panchgar, Diviziunea Rangpur                                                                            | 26°38′N         |
| Oman                                                      | As Salamah, Guvernoratul Musandam                                                                                | 26°30′N         |
| Taiwan                                                    | Insula Dongyin, Lienchiang Districtul Shimen, New Taipei City                                                    | 26°23′N 25°17′N |
| Bahrain                                                   | Insula Muharraq                                                                                                  | 26°17′N         |
| Qatar                                                     | Ras Rakan, Al Shamal                                                                                             | 26°09′N         |
| Emiratele Arabe Unite                                     | Wadi Shaam, Emiratul Ras al-Khaimah                                                                              | 26°05′N         |
| Mali                                                      | Granița cu Mauritania                                                                                            | 25°04′N         |
| Niger                                                     | Frontiera triplă cu Algeria și Libia                                                                             | 23°31′N         |
| Chad                                                      | Tibesti, Regiunea Tibesti                                                                                        | 23°29′N         |
| Vietnam                                                   | Lung Cu, Provincia Hà Giang, Regiunea Đông Bắc                                                                   | 23°27′N         |
| Tropicul Racului                                          | Tropicul Racului                                                                                                 | 23°26′21″N      |
| Cuba                                                      | Cayo Cruz del Padre, Provincia Matanzas Punta Hicacos, Provincia La Habana                                       | 23°16′N 23°12′N |
| Hong Kong (China)                                         | Insula Ap Chau, Districtul Tai Po Sha Tau Kok, Districtul de Nord                                                | 22°34′N 22°32′N |
| Laos                                                      | Ban Lengsuchai, Provincia Phongsaly                                                                              | 22°29′N         |
| Macao (China)                                             | Portas do Cerco, Nossa Senhora de Fátima                                                                         | 22°13′N         |
| Sudan                                                     | Wadi Halfa, Statul de Nord Halaib Triangle (revendicat)                                                          | 22°12′N 23°14′N |
| Filipine                                                  | Insula Mavudis, Provincia Batanes                                                                                | 21°07′N         |
| Insulele Mariane de Nord (Statele Unite)                  | Farallon de Pajaros                                                                                              | 20°32′N         |
| Thailanda                                                 | Districtul Mae Sai, Provincia Chiang Rai                                                                         | 20°27′N         |
| Haiti                                                     | Pointe Tete de Chien, Departamentul Nòdwès                                                                       | 20°04′N         |
| Republica Dominicană                                      | Cabo Isabela, Provincia Puerto Plata                                                                             | 19°55′N         |
| Yemen                                                     | Granița cu Arabia Saudită                                                                                        | 18°59′N         |
| Jamaica                                                   | Half Moon Point                                                                                                  | 18°31′N         |
| Puerto Rico (Statele Unite)                               | Puerto Nuevo, Vega Baja                                                                                          | 18°29′N         |
| Belize                                                    | Subteniente Lopez, Districtul Corozal                                                                            | 18°27′N         |
| Anguilla (Regatul Unit)                                   | Northeastern Cape                                                                                                | 18°18′N         |
| Saint Martin (Franța)                                     | Anse Marcel | 18°07′N         |
| Sint Maarten (Țările de Jos)                              | Granița cu Saint Martin                                                                                          | 18°03′N         |
| Eritreea                                                  | Ras Kasar | 18°00′N         |
| Saint Barthélemy (Franța)                                 | Île Fourchue | 17°58′N         |
| Guatemala                                                 | Granița cu Mexic                                                                                                 | 17°49′N         |
| Antigua și Barbuda                                        | Goat Point, Barbuda                                                                                              | 17°44′N         |
| Saba (Țările de Jos)                                      | Cape Green | 17°39′N         |
| Sint Eustatius (Țările de Jos)                            | Cape Boven | 17°31′N         |
| Saint Kitts și Nevis                                      | Dieppe Bay Town, Saint Kitts                                                                                     | 17°26′N         |
| Honduras                                                  | Isla Grande, Islas Santanilla Puerto Castilla, Departamentul Colón                                               | 17°24′N 16°01′N |
| Capul Verde                                               | Ponta do Sol, Insula Santo Antão                                                                                 | 17°12′N         |
| Montserrat (Regatul Unit)                                 | Point Brades | 16°49′N         |
| Senegal                                                   | Podor, Insula Morfil                                                                                             | 16°41′N         |
| Guadeloupe (Franța)                                       | Anse-Bertrand | 16°29′N         |
| Columbia                                                  | Banco Serranilla Punta Gallinas, Departmentul La Guajira                                                         | 15°52′N 12°27′N |
| Venezuela                                                 | Insula Aves Cabo San Roman, Statul Falcón                                                                        | 15°40′N 12°11′N |
| Dominica                                                  | Carib Point | 15°38′N         |
| Burkina Faso                                              | Provincia Oudalan, Regiunea Sahel                                                                                | 15°05′N         |
| Nicaragua                                                 | Nordul Liwa Sirpe, Regiunea Autonomă a Atlanticului de Nord                                                      | 15°01′N         |
| Etiopia                                                   | Granița cu Eritreea                                                                                              | 14°53′N         |
| Martinica (Franța)                                        | Macouba | 14°52′N         |
| Insulele Marshall                                         | Atolul Bokak | 14°32′N         |
| Cambodgia                                                 | Granița cu Laos și Vietnam                                                                                       | 14°30′N         |
| El Salvador                                               | Nordul El Limo                                                                                                   | 14°26′N         |
| Sfânta Lucia                                              | Pointe du Cap | 14°07′N         |
| Nigeria                                                   | Granița cu Niger                                                                                                 | 13°50′N         |
| Gambia                                                    | Ker Maka Tukulor                                                                                                 | 13°49′N         |
| Guam (Statele Unite)                                      | Yigo, Regiunea de Nord                                                                                           | 13°32′N         |
| Sfântul Vicențiu și Grenadinele                           | Porter Point | 13°22′N         |
| Barbados                                                  | North Point | 13°20′N         |
| Camerun                                                   | Granița cu Ciad                                                                                                  | 13°05′N         |
| Djibouti                                                  | Insula Doumeira Granița cu Eritrea                                                                               | 12°43′N 12°41′N |
| Guineea                                                   | Granița cu Senegal                                                                                               | 12°42′N         |
| Guineea-Bissau                                            | Granița cu Senegal                                                                                               | 12°39′N         |
| Aruba (Țările de Jos)                                     | Cape Alexander                                                                                                   | 12°37′N         |
| Grenada                                                   | Gun Point, Insula Carriacou                                                                                      | 12°31′N         |
| Curaçao (Țările de Jos)                                   | Capul William | 12°23′N         |
| Bonaire (Țările de Jos)                                   | Cape Labra | 12°18′N         |
| Benin                                                     | Râul Atakora, la granița cu Niger                                                                                | 12°25′N         |
| Sudanul de Sud                                            | Granița cu Sudan, Provincia Nilul Superior                                                                       | 12°14′N         |
| Somalia                                                   | Caluula, Provincia Ra'as Aseir                                                                                   | 11°59′N         |
| Trinidad și Tobago                                        | Insula Marble, Tobago                                                                                            | 11°21′N         |
| Costa Rica                                                | Peñas Blancas, Provincia Guanacaste                                                                              | 11°13′N         |
| Ghana                                                     | Granița cu Burkina Faso                                                                                          | 11°10′N         |
| Togo                                                      | Frontiera triplă cu Ghana și Burkina Faso                                                                        | 11°08′N         |
| Republica Centrafricană                                   | Granița cu Ciad                                                                                                  | 11°01′N         |
| Coasta de Fildeș                                          | Granița cu Mali                                                                                                  | 10°44′N         |
| Statele Federate ale Microneziei                          | Mogmog, Atolul Ulithi                                                                                            | 10°05′N         |
| Sierra Leone                                              | Granița cu Guineea                                                                                               | 09°59′N         |
| Panama                                                    | Point Manzanillo                                                                                                 | 09°38′N         |
| Sri Lanka                                                 | Paruthithurai, Districtul Jaffna                                                                                 | 09°30′N         |
| Liberia                                                   | Granița cu Guineea                                                                                               | 08°33′N         |
| Guyana                                                    | Peninsula Waini                                                                                                  | 08°24′N         |
| Palau                                                     | Ngeruangel | 08°10′N         |
| Malaysia                                                  | Insula Banggi, Kudat Division                                                                                    | 07°15′N         |
| Maldives                                                  | Insula Thuraakunu, Atolul Thiladhunmathi                                                                         | 07°07′N         |
| Indonezia                                                 | Insula Rondo | 06°04′N         |
| Suriname                                                  | Oostelijke Polders, Districtul Nickerie                                                                          | 06°01′N         |
| Guiana Franceză (Franța)                                  | Pointe Isère | 05°48′N         |
| Kenya                                                     | Granița cu Sudanul de Sud (Ilemi)                                                                                | 05°35′N         |
| Republica Democratică Congo                               | Râul Mbomou, la sud de Aminagou                                                                                  | 05°22′N         |
| Brazilia                                                  | Monte Caburaí, Roraima                                                                                           | 05°15′N         |
| Brunei                                                    | Pekan Muara | 05°04′N         |
| Kiribati                                                  | Insula Teraina                                                                                                   | 04°41′N         |
| Uganda                                                    | Frontiera triplă cu Kenya și Sudanul de Sud, la vest de Lokichoggio                                              | 04°14′N         |
| Guineea Ecuatorială                                       | Punta Europa, Insula Bioko                                                                                       | 03°47′N         |
| Republica Congo                                           | Granița cu Republica Democratică Congo, la nord de Mouale, Departamentul Likouala                                | 03°43′N         |
| Gabon                                                     | Râul Kom | 02°19′N         |
| Sao Tome și Principe                                      | Ilheu Bombom | 01°42′N         |
| Ecuador                                                   | Insula Darwin, Insulele Galápagos Granița cu Columbia, Provincia Esmeraldas                                      | 01°41′N 01°40′N |
| Singapore                                                 | Sembawang, Provincia de Nord                                                                                     | 01°28′N         |
| Ecuator                                                   | Ecuator | 00°00′00″       |
| Peru                                                      | Râul Putumayo, la granița cu Columbia                                                                            | 00°01′S         |
| Nauru                                                     | Anna Point | 00°30′S         |
| Papua Noua Guinee                                         | Insula Sae, Insulele de Vest Districtul Vanimo-Green River, Provincia Sandaun                                    | 00°45′S 02°35′S |
| Tanzania                                                  | Râul Kagera, la granița cu Uganda, Regiunea Kagera                                                               | 00°59′S         |
| Rwanda                                                    | Kagitumba, frontiera triplă cu Uganda și Tanzania                                                                | 01°03′S         |
| Burundi                                                   | Colline Kigali                                                                                                   | 02°18′S         |
| Seychelles                                                | Insula Bird | 03°43′S         |
| Angola                                                    | Caio Bemba, Provincia Cabinda                                                                                    | 04°24′S         |
| Insulele Solomon                                          | Pelau, Atolul Ontong Java                                                                                        | 05°13′S         |
| Teritoriul Britanic din Oceanul Indian (Regatul Unit)     | Insula Moresby                                                                                                   | 05°14′S         |
| Tuvalu                                                    | Lakena, Nanumea                                                                                                  | 05°39′S         |
| Timorul de Est                                            | Ponta de Acrema, Insula Atauro Ira'ara (Parlamento), Municipalitatea Lautém                                      | 08°7′S 08°19′S  |
| Zambia                                                    | Lacul Tanganyika                                                                                                 | 08°12′S         |
| Tokelau (Noua Zeelandă)                                   | Atolul Atafu | 08°31′S         |
| Australia                                                 | Bramble Cay, Torres Strait Islands, Queensland Peninsula Cape York                                               | 09°08′S 10°41′S |
| Malawi                                                    | Districtul Chitipa, Regiunea de Nord                                                                             | 09°22′S         |
| Bolivia                                                   | Manoa, Departamentul Pando                                                                                       | 09°40′S         |
| Mauritius                                                 | Tappe a Terre, Insulele Agalega                                                                                  | 10°25′S         |
| Mozambic                                                  | Cabo Delgado | 10°27′S         |
| Comore                                                    | Pointe Nord, Insula Grande Comore                                                                                | 11°22′S         |
| Mayotte (Franța)                                          | Point Grande | 11°46′S         |
| Madagascar                                                | Cap D'Ambre | 11°57′S         |
| Fiji                                                      | Elsee, Insula Rotuma                                                                                             | 12°30′S         |
| Vanuatu                                                   | Insula Hiw, Insulele Torres, Provincia Torba                                                                     | 13°07′S         |
| Wallis și Futuna (Franța)                                 | Point Vailala | 13°14′S         |
| Samoa                                                     | Fagamalo, Insula Savai'i                                                                                         | 13°25′S         |
| Samoa Americană (Statele Unite)                           | Alaufau | 13°27′S         |
| Tonga                                                     | Insula Niuafo'ou, Insulele Niua                                                                                  | 15°36′S         |
| Zimbabwe                                                  | Fluviul Zambezi, la est de Jeki                                                                                  | 15°37′S         |
| Sfânta Elena (Regatul Unit)                               | Point Jamestown                                                                                                  | 15°46′S         |
| Namibia                                                   | Râul Kunene, la nord de Otjivakuanda                                                                             | 16°56′S         |
| Chile                                                     | Frontiera triplă cu Bolivia și Peru, lângă Visviri, Provincia Parinacota                                         | 17°19′S         |
| Botswana                                                  | Granița comună cu Namibia, Zambia și Zimbabwe, lângă Kasane                                                      | 17°46′S         |
| Paraguay                                                  | San Antonio, granița cu Bolivia                                                                                  | 19°17′S         |
| Noua Caledonie (Franța)                                   | Point Noevo | 20°32′S         |
| Réunion (Franța)                                          | Cape Denis | 20°54′S         |
| Argentina                                                 | Confluența râurilor Río Grande de San Juan și Mojinete, Provincia Jujuy                                          | 21°48′S         |
| Africa de Sud                                             | Beit Bridge, Provincia Limpopo                                                                                   | 22°20′S         |
| Tropicul Capricornului                                    | Tropicul Capricornului                                                                                           | 23°26′21″S      |
| Eswatini                                                  | Horo, Districtul Hhohho                                                                                          | 25°44′S         |
| Lesotho                                                   | Monantsa, Districtul Botha-Buthe                                                                                 | 28°34′S         |
| Noua Zeelandă                                             | Insula Nugent, Insulele Kermadec Surville Cliffs, North Cape, Peninsula Aupōuri, Insula de Nord                  | 29°13′S 34°23′S |
| Uruguay                                                   | Râul Quarai, Departamentul Artigas                                                                               | 30°05′S         |
| Insulele Falkland (Regatul Unit)                          | Insula Steeple, Arhipelagul Jason                                                                                | 51°02′S         |
| Georgia de Sud și Insulele Sandwich de Sud (Regatul Unit) | Cape North, Georgia de Sud                                                                                       | 53°58′S         |
| Antarctica                                                | Hope Bay, Peninsula Antarctică Ecozona antarctică (Insulele South Orkney)                                        | 63°23′S 60°35′S |
| Cercul polar antarctic                                    | Cercul polar antarctic                                                                                           | 66°33′39″S      |